# Араруна (Параиба)
Араруна (порт. Araruna) —  муниципалитет в Бразилии, находится в штате Параиба. Является частью мезорегиона Сельскохозяйственный район штата Параиба и входит в экономико-статистический микрорегион Куриматау-Ориентал. По предварительным данным переписи населения 2023 года, население Араруны составляет около 18 200 человек. Муниципалитет занимает площадь 245,720 км², что соответствует плотности населения примерно 74 чел./км².

## История
Араруна — муниципалитет в Бразилии, расположенный в штате Параиба. Его история начинается с колониальных времен, когда территория, на которой сейчас находится Араруна, была частью богатых земель, освоенных португальскими колонистами. Первоначально земли использовались для сельского хозяйства, что стало основой экономики региона.
Территория Араруна была официально основана 25 июля 1961 года, когда она была выделена в отдельный муниципалитет, разделившись от соседних городов. Однако поселение на этой территории началось задолго до этого. Местные жители, в основном потомки европейских колонистов, занимались земледелием и скотоводством, что способствовало развитию социальной структуры и формирования общины.
В 20 веке Араруна начала активно развиваться. Одним из ключевых моментов было развитие инфраструктуры и местного самоуправления. В период правления президентом Жуселино Кубичека в 1950-х годах произошло много изменений, способствующих экономическому росту и улучшению жизненных условий в муниципалитете. Несмотря на эти изменения, Араруна сохраняла свой аграрный характер.
Сегодня Араруна известна своим культурным наследием, включая местные традиции, праздники и кулинарию. Основной экономической деятельностью населения остается сельское хозяйство, а также животноводство. Муниципалитет славится производством таких культур, как сахарный тростник, кукуруза и фасоль.

## Статистика
- По состоянию на 2021 год валовой внутренний продукт Араруны составляет 54 469 223,00 реалов.[2]
- На 2021 год валовой внутренний продукт на душу населения составляет примерно 3 477,00 реалов.[2]
- По состоянию на 2020 год индекс человеческого развития для Араруны составляет 0,605, что является значительным улучшением по сравнению с данными за 2000 год (0,546).[3]